# Scotinotylus regalis
Espèce
Scotinotylus regalis est une espèce d'araignées aranéomorphes de la famille des Linyphiidae.

## Distribution
Cette espèce est endémique du Montana aux États-Unis,. Elle se rencontre dans le comté de Jefferson.

## Description
Les mâles mesurent de 2,0 à 2,1 mm et les femelles de 2,3 à 2,6 mm.

## Publication originale
- Millidge, 1981 : The erigonine spiders of North America. Part 3. The genus Scotinotylus Simon (Araneae: Linyphiidae). Journal of Arachnology, vol. 9, p. 167-213 (texte intégral).